# Il forestiero (film)
Il forestiero (The Million Pound Note) è un film del 1954 diretto da Ronald Neame, tratto dal romanzo breve La banconota da un milione di sterline di Mark Twain.

## Trama
Nel 1903 un marinaio americano, Henry Adams, sbarca in Inghilterra senza un soldo e rimane coinvolto in una strana scommessa fra due fratelli, gli eccentrici ricconi Oliver e Roderick Montpelier. Costoro riescono a convincere la Banca d'Inghilterra a stampare una banconota da un milione di sterline, che fanno pervenire ad Adams in una busta, dicendogli solo che contiene un po' di soldi.
La ragione di questo comportamento è che Oliver crede che la mera esistenza della banconota consentirà al possessore di ottenere tutto ciò che gli serve, mentre Roderick sostiene che sarebbe in realtà impossibile spenderla e quindi non sarebbe, per il suo possessore, di alcuna utilità.
Adams, rimessosi dallo shock causato dalla scoperta del valore della banconota, cerca di rivolgersi ai fratelli, ma gli viene detto che essi hanno lasciato la loro abituale dimora per un mese. Leggendo poi la lettera nella busta, che in un primo tempo aveva ignorato, scopre che si tratta di una scommessa e che gli viene promesso un posto di lavoro, se riuscirà ad evitare di spendere la banconota per un mese.
In un primo tempo, tutto va come Oliver aveva predetto. Adams viene scambiato per un eccentrico milionario e non ha problemi a trovare cibo, vestiti e una suite d'albergo a credito, semplicemente mostrando la sua banconota. La storia della medesima viene addirittura riportata sui giornali. Adams viene accolto in ambienti sociali esclusivi, incontra l'ambasciatore statunitense e viene introdotto presso l'aristocrazia inglese, diventando molto amico di Portia Lansdowne, nipote della duchessa di Cromarty.
Successivamente, un suo compatriota americano, Lloyd Hastings, gli chiede di partecipare con lui ad un affare. Si tratta di avviare una miniera d'oro con la vendita di azioni; Hastings garantisce ad Adams che non dovrà far altro che annunciare la sua partecipazione all'impresa senza dover spendere la banconota: la notizia che anch'egli è uno dei promotori finanziari dell'impresa farà certamente accorrere i sottoscrittori delle azioni, permettendo ad Hastings di raggiungere il suo scopo.
I problemi sorgono allorché il duca di Frognal, che in precedenza occupava la suite dell'albergo ove ora risiede Adams e ne era stato cacciato per offrire alloggio adeguato a quest'ultimo, riesce ad impossessarsi della banconota e, per fargli uno scherzo, la nasconde.
Al momento in cui Adams non è più in grado di esibire la banconota, il panico scoppia tra gli azionisti della miniera e tra i creditori di Adams . Fortunatamente, alla fine, tutto si sistema e Adams, alla fine del mese, è in grado di restituire la banconota ai fratelli Montpelier.

## Remake
Nel 1994 l'attore e regista Paul Rodriguez ha girato ed interpretato il film statunitense A Million to Juan, un remake, libero adattamento della novella di Mark Twain, de Il forestiero.